# Denis Ovens
Denis Ovens (Enfield, 1 juli 1957) is een dartspeler van Engelse afkomst. Zijn bijnaam luidt The Heat.
Ovens speelde vanaf 2000 mee in de bovenste regionen van de PDC en was sindsdien vrijwel altijd present op de grote toernooien. Tot zijn beste prestaties daarop behoren twee bereikte kwartfinales op het Ladbrokes World Darts Championship en de Las Vegas Desert Classic.
Op het einde van 2006 - aan het einde van het puntenrankingsysteem van de PDC - stond Ovens 9de van de wereld. In het nieuwe systeem, gebaseerd op het prijzengeld dat gedurende twee jaar bij elkaar wordt gespeeld, startte Ovens als 16e, waarna hij na een terugval weer was opgeklommen tot een 14e positie. Deze stijging was hoofdzakelijk het gevolg van zijn goede prestaties op de vloer sinds het najaar van 2007, aangezien hij op televisietoernooien nog steeds nimmer zijn stempel wist te drukken. Na een aantal slechte jaren stopte Ovens in 2015 bij de PDC als professioneel darter.

## Resultaten op Wereldkampioenschappen

### BDO
- 2000: Laatste 32 (verloren van Bobby George met 1-3)

### PDC
- 2001: Laatste 32 (verloren van Les Fitton met 1-3)
- 2002: Laatste 16 (verloren van Richie Burnett met 4-6)
- 2003: Laatste 16 (verloren van Dennis Smith met 1-5)
- 2004: Laatste 32 (verloren van  Alex Roy met 3-4)
- 2005: Kwartfinale (verloren van Mark Dudbridge met 3-5)
- 2006: Laatste 32 (verloren van Steve Alker met 1-4)
- 2007: Laatste 32 (verloren van Alan Tabern met 3-4)
- 2008: Laatste 32 (verloren van Jan van der Rassel met 1-4)
- 2009: Laatste 32 (verloren van Ronnie Baxter met 1-4)
- 2010: Laatste 32 (verloren van Colin Lloyd met 3-4)
- 2011: Laatste 32 (verloren van Simon Whitlock met 0-4)
- 2012: Laatste 64 (opgegeven wegens een blessure tegen Kevin Münch na een stand van 0-1)
- 2013: Laatste 32 (verloren van Adrian Lewis met 1-4)

## Resultaten op de World Matchplay
- 2000: Laatste 16 (verloren van Ronnie Baxter met 3-13)
- 2001: Laatste 32 (verloren van Alan Warriner met 9-11)
- 2002: Laatste 16 (verloren van John Lowe met 12-14)
- 2003: Laatste 16 (verloren van Dennis Smith met 13-15)
- 2004: Laatste 16 (verloren van Colin Lloyd met 7-13)
- 2005: Laatste 16 (verloren van Adrian Lewis met 14-16)
- 2006: Laatste 32 (verloren van James Wade met 1-10)
- 2007: Laatste 32 (verloren van Raymond van Barneveld met 7-10)
- 2008: Laatste 32 (verloren van Peter Manley met 4-10)
- 2009: Laatste 16 (verloren van Terry Jenkins met 12-14)
- 2010: Laatste 32 (verloren van Raymond van Barneveld met 1-10)
- 2011: Laatste 16 (verloren van Simon Whitlock met 1-13)